# Lainsecq
Lainsecq es una localidad y comuna francesa situada en la región de Borgoña, departamento de Yonne, en el distrito de Auxerre y cantón de Saint-Sauveur-en-Puisaye.

## Demografía
| 1 004 | 900 | 941 | 951 | 1 008 | 1 037 | 1 064 | 1 107 | 1 095 | 987 | 968 | 973 | 986 | 1 013 | 901 | 913 | 816 | 784 | 811 | 780 | 694 | 678 | 681 | 650 | 589 | 594 | 553 | 470 | 459 | 385 | 381 | 331 | 357 |
| Para los censos de 1962 a 1999 la población legal corresponde a la población sin duplicidades (Fuente: INSEE [Consultar]) |     |     |     |       |       |       |       |       |     |     |     |     |       |     |     |     |     |     |     |     |     |     |     |     |     |     |     |     |     |     |     |     |